# Quer (BR)
quer (Untertitel: … durch die Woche mit Christoph Süß) ist ein wöchentliches Magazin, das seit 1998 donnerstags um 20:15 Uhr im BR Fernsehen zu sehen ist und vom Kabarettisten Christoph Süß moderiert wird. Es ersetzte die Jugendsendung Live aus dem Schlachthof.

## Konzept
quer berichtet in seinen Beiträgen (gesprochen meist von Peter Weiß) über Themen aus Politik, Zeitgeist, Gesellschaft, Szene und Kultur. Kennzeichnend für die Sendung sind kabarettistische Einlagen des Moderators sowie ihre Glossen und Reportagen, zum Beispiel durch den Außenreporter Dominik von Glass, der in bayerischen Städten unterwegs ist und Passanten zu aktuellen Themen befragt. In der Sendung werden die Beiträge oft mit satirischen Elementen aufgelockert, so sind die Bayerische Staatsregierung, die CSU, aber auch die bayerische SPD und Bündnis 90/Die Grünen Ziel von spöttischen Anspielungen.
Der Moderator schlüpft immer wieder in mehrfache Rollen, verkleidet sich dafür auch entsprechend und führt dabei Diskussionen mit sich selbst. Redaktionsintern wird das als quer-Schläger bezeichnet. Technisch wird dies durch ein virtuelles Studio ermöglicht. Seit September 2022 wird quer in einem virtuellen Studio der Plazamedia GmbH in Ismaning produziert. Zuvor wurde in den Studios von ProSiebenSat.1 in Unterföhring aufgezeichnet.

## Ministerpräsidenten-Parodie
Einen festen Sendungsbestandteil bildet ein satirisch gestaltetes Zwiegespräch mit dem jeweiligen bayerischen Ministerpräsidenten, dem sich der Moderator am Ende jeder Sendung stellt. Der ehemalige Ministerpräsident Horst Seehofer wurde – wie zuvor bereits Edmund Stoiber – dargestellt von Wolfgang Krebs, wobei sich „Seehofers“ Kopf immer außerhalb des oberen Bildrands befand, in ironischer Übertreibung von dessen stattlicher Körpergröße. Ergänzt wurde das Gesprächsszenario mit Seehofer mit sprechenden Puppen von Ilse Aigner und Markus Söder. Der derzeitige Ministerpräsident Markus Söder wurde während seines ersten Kabinetts von der nun auf einer griechischen Säule sitzenden Handpuppe dargestellt. Seit der Landtagswahl 2018 parodiert Wolfgang Krebs Söder und Hubert Aiwanger, die an zwei getrennt voneinander platzierten Schreibtischen dem stehenden Moderator gegenübersitzen. Jedes Jahr wird an Silvester eine kurze quer-Schau zum Jahreswechsel mit Christoph Süß und dem „Ministerpräsidenten“ ausgestrahlt.

## Sonstiges
- Seit 2013 bietet quer seinen Zuschauern das Teletwittern an. Dabei können die Zuschauer die Sendung über Twitter kommentieren, ein Teil der Tweets wird dann live während der Sendung von 20.15 Uhr bis 21.00 Uhr über die Videotexttafel 888 im Bayerntext eingeblendet.[10]

- Mit 14,1 % Marktanteil erreichte die Sendung quer im Jahr 2013 einen neuen Höchstwert und lag damit deutlich über dem BR-Mittel von 7,3 %.[11] 2017 erreichte sie einen Marktanteil von 15,2 %.[4]

- Der langjährige Redaktionsleiter von quer, Wolfgang Mezger[12] (1956–2021),[13][14] verantwortete bis 2008 auch das BR-Jugendmagazin on3-südwild.

- Wiederholungen (und überregionale Ausstrahlungen) der Sendung finden samstags um 13.15 Uhr im deutsch-österreichisch-schweizerischen Gemeinschaftssender 3sat sowie am Sonntag um 18.30 Uhr und Montag um 10.15 Uhr jeweils auf ARD alpha statt.[15] Freitagabends wird die Sendung auch auf tagesschau24 wiederholt.